# 美國南極洲計劃
美國南極洲計劃（英語：United States Antarctic Program，縮寫：USAP），亦稱作美國南極洲研究計劃（United States Antarctic Research Program，縮寫：USARP）、美國南極洲局（United States Antarctic Service，縮寫：USAS），是位在南極大陸上隸屬於美國的組織。成立於1959年，主要管理南極洲所有美國科學研究和相關物流，以及南冰洋船舶。
其組織目標為：
......了解南極洲及其相關生態系統；了解該地區氣候與全球氣候的相互影響；以及使用南極科學研究的獨特功能，這些功能在其他地方無法完成。

## 計劃與服務

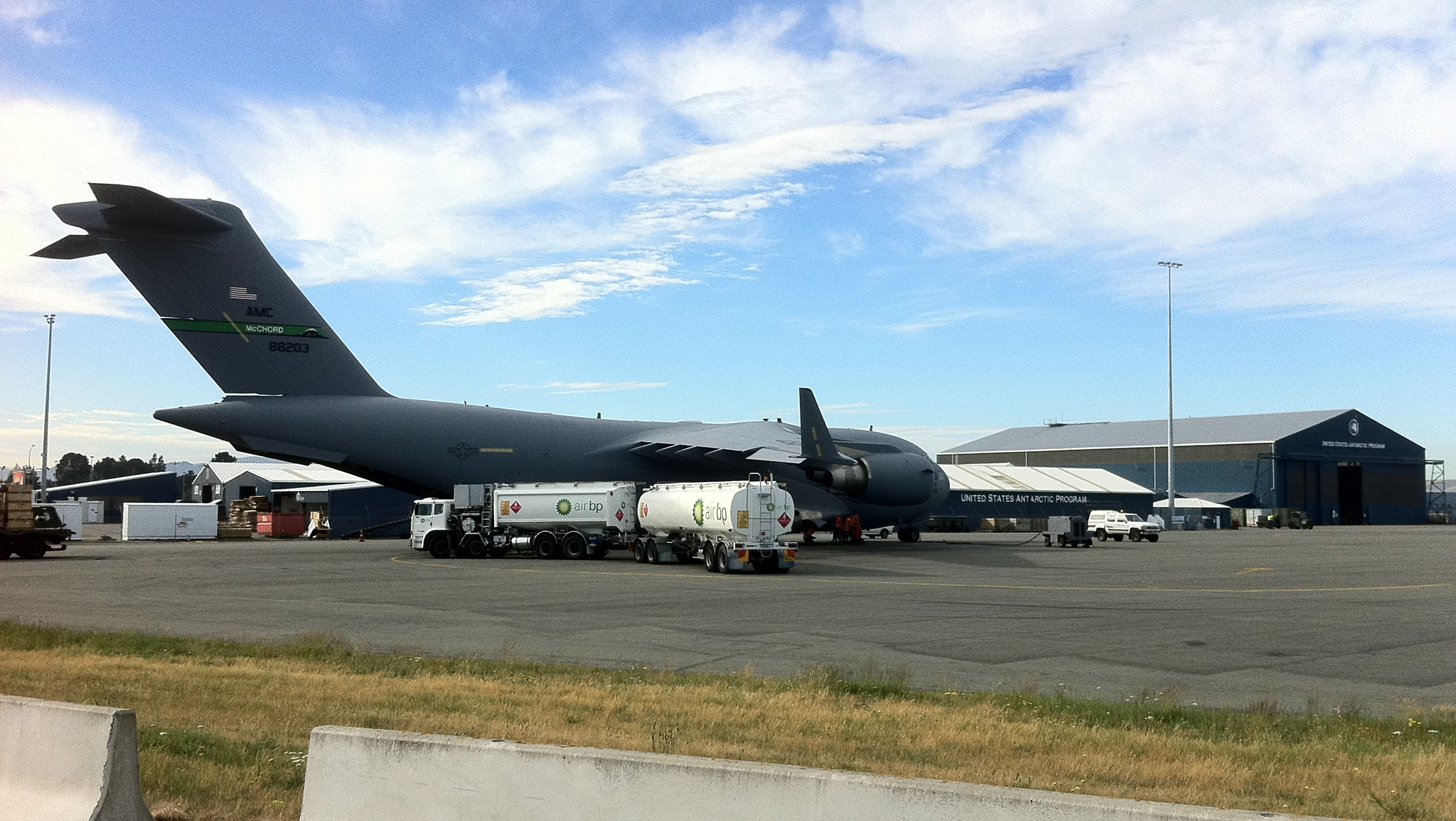
波音C-17环球霸王III為紐西蘭基督城國際機場的美國南極洲計劃提供服務。

由美國國家科學基金會聯邦極地計畫局資助的美國南極計劃只支持在南極洲完成的研究，或者在南極洲做得最好的研究。其涵蓋的科學學科有天文學、大氣科學、生物學、地球科學、環境科學、地質學、冰河學、海洋生物學、海洋學與地球物理學。目前，美國南極洲計劃在麥克默多站、阿蒙森-斯科特南極站與帕爾默站有三個常年研究站。此外，該計畫還運營著夏季研究營和幾艘在南極海域航行的研究船。
該計劃2008年的財政預算為2.95億美元，2012年為3.5億美元。

## 外部連結
- 官方网站
- The Antarctic Sun （页面存档备份，存于）